# ZEONIC FRONT 机动战士GUNDAM0079
《ZEONIC FRONT 机动战士高达0079》是机动战士GUNDAM外传系列的游戏。游戏于2001年9月6日发售，2005年2月17日发售廉价版“GUNDAM THE BEST”，2014年5月29日发售的《机动战士GUNDAM SIDE STORIES》包含本作的剧情。亦有林譲治在角川Sneaker文库发表的同名小说。

## 概述
本作与机动战士GUNDAM外传系列的其他游戏不同，玩家是以吉翁方的视角来进行游戏。事件从第2次降下作战、敖德萨战役、贾布罗战役、从地球撤退、非洲战线吉翁残余部队的反击等。涵盖了一年战争时期吉翁地面部队的大部分战役。

## 登场人物

### 吉翁军

#### 暗夜芬里尔队
（Garret Schmitzer，声：石冢运昇）
队司令。军衔为少校。一年战争时为35岁。
（Le Roar，声：山路和弘）
暗夜芬里尔队队员，军衔为少尉。一年战争时为25岁。
吉翁公国军官学校首席毕业生。
马特·奥斯汀（Mat Austin，声：宇垣秀成）
暗夜芬里尔队队员，军衔为军曹。一年战争时为41岁。
自吉翁国防军时代就投身军旅。
（Nicki Robert，声：石田彰）
暗夜芬里尔队队员，军衔为少尉。一年战争时为21岁。
（Charlotte Hapener，声：市原由美）
暗夜芬里尔队队员，军衔为少尉。一年战争时为19岁。Side3出身。
（Leigh Svagr，声：诸角宪一）
暗夜芬里尔队队员，军衔为曹长。一年战争时为27岁。Side1出身。
（Sophie Franc，声：小宫和枝）
暗夜芬里尔队队员，军衔为少尉。一年战争时为24岁。
身段柔软，个性沉稳的美女。在战场上担任前卫进行攻击，机体为大魔。
小说版中为空手道高手。

### 地球联邦军
（Eiger，声：中井和哉）
高达RX-78-6的驾驶员。

## 评价
Metacritic给予本作71/100的评价。

## 外部連結
- ZEONIC FRONT 機動戰士高達0079影片 （页面存档备份，存于）
- 機動戰士GUNDAM SIDE STORIES—自護前線 機動戰士高達0079 | BANDAI NAMCO GAMES官方網站 （页面存档备份，存于）（日語）（繁體中文）